# Rodolphe Gilbert
Rodolphe Gilbert (* 12. Dezember 1968 in Brou-sur-Chantereine, Département Seine-et-Marne) ist ein ehemaliger französischer Tennisspieler.

## Karriere
Gilbert spielte bis zu seinem elften Lebensjahr Fußball und wechselte dann die Sportart. 1986 war er sowohl im Einzel als auch im Doppel nationaler französischer Tennismeister. Zwei Jahre später wurde er Tennisprofi und spielte zunächst auf der ATP Challenger Tour, auf der er 1990 in Hossegor seinen ersten Titelgewinn feiern konnte. Im darauf folgenden Jahr gewann er einen weiteren Challenger-Einzeltitel in Neu-Ulm, zudem konnte er mit seinem Landsmann Olivier Delaître seinen ersten Doppeltitel auf der ATP World Tour erringen. Zwischen 1993 und 1995 gewann er weitere Titel auf der Challenger-Tour. In Johannesburg folgte sein zweiter und letzter ATP-Doppeltitel. Weitere zwei Mal stand er im Laufe seiner Karriere in einem Doppelfinale. Seine höchsten Notierungen in der Weltrangliste erreichte er 1992 mit Position 61 im Einzel sowie 1996 mit Position 50 im Doppel.
Sein bestes Abschneiden bei einem Grand-Slam-Turnier war das zweimalige Erreichen der dritten Runde bei den French Open, bei denen er 1993 gegen Boris Becker erfolgreich war. Im Doppel erreichte er bei den French Open und den US Open jeweils einmal das Achtelfinale.
Gilbert bestritt 1993 eine Einzelpartie für die französische Davis-Cup-Mannschaft. Beim Halbfinale der Weltgruppe, das mit 2:3 gegen Indien verloren ging, trat er im Einzel gegen Ramesh Krishnan an, dem er in fünf Sätzen unterlag.

## Turniersiege
| Legende                       |
| Grand Slam                    |
| Tennis Masters Cup            |
| ATP Masters Series            |
| ATP International Series Gold |
| ATP International Series (2)  |

### Doppel
| Nr. | Datum | Turnier      | Belag     | Partner          | Finalgegner                    | Ergebnis      |
| --- | ----- | ------------ | --------- | ---------------- | ------------------------------ | ------------- |
| 1.  | 1991  | Guarujá      | Hartplatz | Olivier Delaître | Shelby Cannon Greg Van Emburgh | 6:2, 6:4      |
| 2.  | 1995  | Johannesburg | Hartplatz | Guillaume Raoux  | Martin Sinner Joost Winnink    | 6:4, 3:6, 6:3 |